# Portes de Montsalvy
Les portes de Montsalvy sont des portes de ville situées en France sur la commune de Montsalvy, en région Auvergne-Rhône-Alpes.

## Localisation
Les monuments se trouvent rue Marcelin-Boulle, à Montsalvy.

## Historique
Le bourg, entouré d'anciens remparts, conserve deux portes principales : la porte sud, agrandie au XVIIIe siècle, et la porte nord du XVe siècle avec un étage du XVIIe siècle au-dessus.

### Protection
Les façades et les toitures sont inscrites au titre des monuments historiques par arrêté du 20 décembre 1973.